# Лакруа, Ленни
Ленни́ Лакруа́ (фр. Lenny Lacroix; род. 6 февраля 2003, Страсбург) — французский футболист, защитник клуба «Бенфика B».

## Клубная карьера
Лакруа — воспитанник клубов «Страсбур», «Мюлуз» и «Мец». В 2019 году Ленни начал выступать за дублирующий состав последних. 16 января 2022 года в матче против «Реймса» он дебютировал в Лиге 1. Летом того же года Лакруа присоединился в дублирующему составу лиссабонской «Бенфики». 17 августа в матче против «Эштрела Амадора» он дебютировал в Сегунда лиге.